# Мостовенко Дмитро Карпович
Дмитро́ Ка́рпович Мостове́нко (нар. 1895 — пом. 1975) — радянський та польський військовик часів Другої Світової війни, генерал-полковник танкових військ (11.07.1946).

## Біографія
Народився у 1895 році.
В лавах РСЧА з 1918 року. Учасник громадянської війни в Росії, під час якої командував батальйоном, згодом — полком на Південному фронті. У 1921–1922 роках — начальник загону ЧОН Хоперської округи.
У 1926 році закінчив Військову академію РСЧА. З жовтня 1926 по червень 1929 року — начальник оперативної частини штабу 45-ї стрілецької дивізії. У 1929–1930 роках — начальник штабу 75-ї стрілецької дивізії.
У 1931 році закінчив бронетанкові курси при Військово-технічній академії імені Ф. Е. Дзержинського. Командував танковим полком в Уральському ВО.
З квітня 1932 по вересень 1933 року — начальник автобронетанкових військ Окремої Червонопрапорної Далекосхідної армії.
У 1933–1938 роках — начальник командного факультету Військової академії механізації та моторизації імені Й. В. Сталіна.
У 1938–1941 роках — начальник автобронетанкового управління Західного особливого ВО.
11 березня 1941 року генерал-майор танкових військ Д. К. Мостовенко призначений командиром 11-го механізованого корпусу Західного ОВО.
Учасник німецько-радянської війни з червня 1941 року. В перші дні війни частини корпуса вели важкі прикордонні бої в районі Гродно, брали участь в контрударі радянських військ на Білосток. 28 червня 1941 року корпус потрапив у оточення й був розбитий на групи. Група, якою командував генерал-майор Д. К. Мостовенко, приєдналась до 24-ї стрілецької дивізії генерал-майора К. М. Галицького й 14 липня 1941 року вийшла до своїх.
З серпня по грудень 1941 року — помічник командувача Західним фронтом по автобронетанковим військам.
З грудня 1941 по березень 1942 року — начальник автобронетанкового відділу оперативного управління Генерального штабу РСЧА.
31 березня 1942 року призначений командиром 3-го танкового корпусу. Пробув на цій посаді до 3 вересня 1942 року.
У вересні 1942 року призначений помічником командувача, а в жовтні того ж року — командувачем бронетанковими і механізованими військами Західного фронту.
З вересня по грудень 1943 року — перший заступник начальника Військової академії механізації і моторизації імені Й. В. Сталіна.
У грудні 1943 року призначений командувачем бронетанковими і механізованими військами Війська Польського. На цій посаді пробув до кінця війни. По її закінчкнні — головнокомандувач бронетанковими військами Польської Народної Армії.
У 1947–1950 роках — командувач бронетанковими військами Одеського ВО.
У 1950–1953 роках — командувач бронетанковими військами Білоруського ВО.
У 1953 призначений заступником начальника Військової академії бронетанкових військ імені Й. В. Сталіна.
У 1954 році генерал-полковник танкових військ Д. К. Мостовенко вийшов у відставку.
Помер у 1975 році.

## Військові звання
- 20.02.1938 — комбриг;
- 04.06.1940 — генерал-майор танкових військ;
- 07.02.1943 — генерал-лейтенант танкових військ;
- 11.07.1946 — генерал-полковник танкових військ.

## Нагороди і почесні звання
Нагороджений орденом Леніна, двома орденами Червоного Прапора, орденами Суворова 1-го ступеня, Кутузова 1-го ступеня й медалями.
Нагороджений низкою польських орденів і медалей, серед яких: Орден Відродження Польщі ступеня командора, Хрест Грюнвальда 1-го ступеня, Хрест Заслуг.
6 грудня 1967 року рішенням Гродненської міської ради присвоєне звання «Почесний громадянин міста Гродно».